# Red Laxton's Superb (manzana)
Red Laxton's Superb es una variedad cultivar de manzano (Malus domestica). 
Un clon Desporte de la variedad de manzana Laxton's Superb, cuya característica diferenciadora es de tener una mayor superficie de piel coloreada de rojo oscuro que la variedad de la que procede. Las frutas tienen una pulpa firme, de textura fina, muy jugosa con un sabor dulce, agradable y sabor refrescante.

## Historia
'Red Laxton's Superb' es un clon Desporte de la variedad de manzana Laxton's Superb, cuya característica diferenciadora es de tener una mayor superficie de piel coloreada de rojo oscuro que la variedad de la que procede. Desarrollado en  Inglaterra (Reino Unido).
'Red Laxton's Superb' se cultiva en la National Fruit Collection con el número de accesión: 1973-067 y Accession name: Red Laxton's Superb.

## Características
'Red Laxton's Superb' árbol de extensión erguida, de vigor moderadamente vigoroso, portador de espuela. Los botones florales pueden aguantar las heladas tardías. Tiene un tiempo de floración que comienza a partir del 8 de mayo con el 10% de floración, para el 12 de mayo tiene una floración completa (80%), y para el 20 de mayo tiene un 90% caída de pétalos.
'Red Laxton's Superb' tiene una talla de fruto grande; forma globosa, con una altura de 64.43mm, y con una anchura de 75.14mm; con nervaduras débiles; epidermis con color de fondo es amarillo verdoso, con un sobre color rojo oscuro, casi violeta, importancia del sobre color medio-alto, y patrón del sobre color rayado / sólido a ras presentando rayas finas y más oscuras que se vuelve más evidente hacia la cara sombreada. Algunas lenticelas rojizas, "russeting" (pardeamiento áspero superficial que presentan algunas variedades) bajo; la piel tiende a ser lisa y se vuelve grasienta en la madurez; ojo de tamaño mediano y está cerrado en forma de embudo; pedúnculo largo y delgado, colocado en una cavidad cubierta de "russeting" en forma de embudo; carne es de color crema verdoso y es densa y dulce. Crujiente y no demasiado jugoso. Sabor con un toque de anís. Esencialmente una manzana 'Cox' con un sabor ligeramente diferente.
Su tiempo de recogida de cosecha se inicia a principios de octubre. Se mantiene bien durante tres meses en cámara frigorífica.

## Usos
Una buena manzana de uso de postre fresca en mesa.

## Ploidismo
Diploide, auto estéril. Grupo de polinización: D, Día 13.

## Susceptibilidades
Resistente al mildiu, cancro y algo susceptible a la Sarna del manzano.